# Tagma (unidad militar)

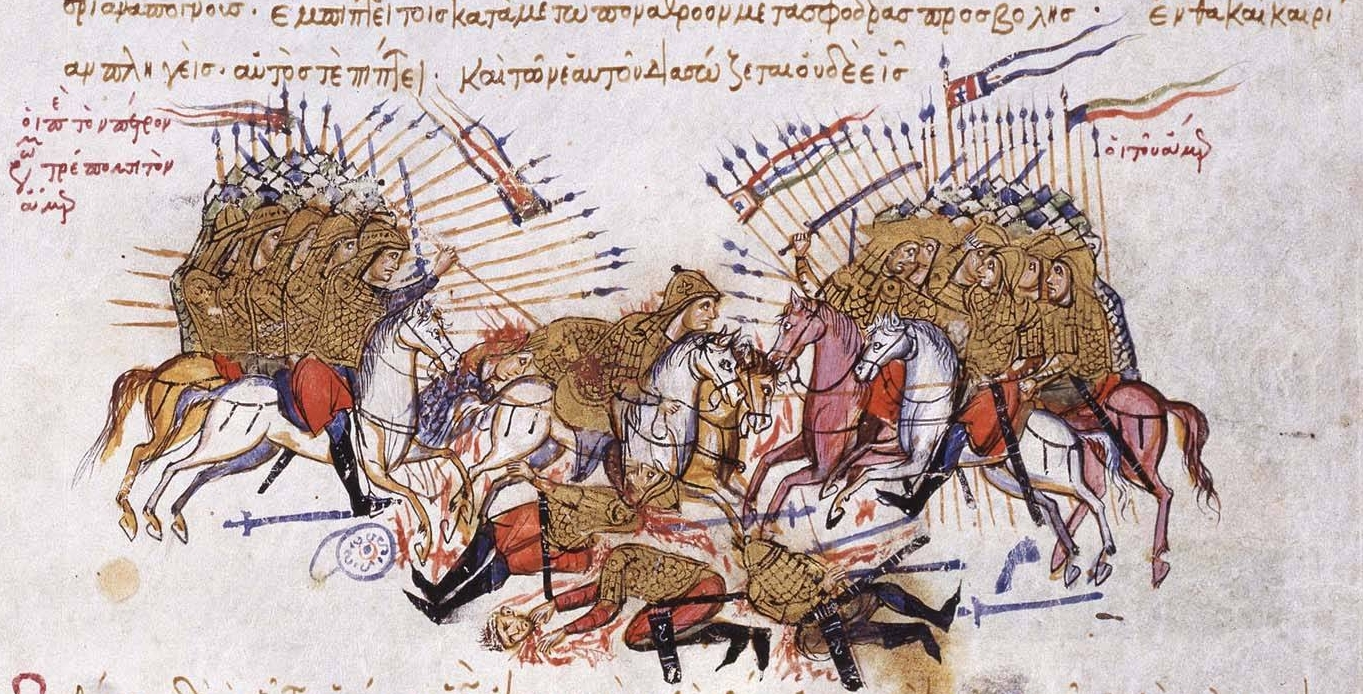
Lucha entre bizantinos y árabes, a finales del siglo. Manuscrito Madrid Skylitzes.

El tagma (en griego: τάγμα: τάγμα, plural τάγματα Tagmata) era un tipo de unidad militar equivalente a un batallón o regimiento modernos. Fueron unidades de élite creadas por el emperador bizantino Constantino V, y comprendieron la columna vertebral del ejército del Imperio bizantino entre los siglos VIII y XI.

## Historia y función
En su sentido original, el término tagma (del griego τάσσειν, «poner en orden») aparece a partir del siglo IV y fue utilizado para referirse a un batallón de infantería de entre 200 a 400 hombres (también denominado bandum o numerus en latín, vigla en griego) en el Ejército romano del este. En este sentido, el término se utiliza actualmente en el Ejército Griego. Sus orígenes se remontan a las unidades de la Guardia Imperial del Imperio Romano tardío.
Más tarde, en el Imperio Bizantino, el término llegó a ser aplicado exclusivamente a las tropas profesionales de a pie, acantonadas en la capital Constantinopla y en sus alrededores. Hacia el siglo VII, estas unidades habían decaído en poco más que tropas de desfile, debido al hecho que los emperadores tuvieron grandes dificultades para hacer frente a las frecuentes revueltas de las nuevas y poderosas formaciones de los themas, especialmente del Thema Opsiciano, el más cercano a la capital de Asia Menor. Durante los primeros sesenta años de su existencia, este thema estuvo involucrado en cinco rebeliones, que culminaron en la exitosa pero breve rebelión y usurpación del trono por parte de su comandante, el conde Artabasdo, de 741 a 743.
Después de sofocar la revuelta, el emperador Constantino V (r. 741-775) reformó las antiguas unidades de guardia de Constantinopla en los nuevos regimientos tagmata, que estaban destinados a dotar al emperador tanto de un núcleo de tropas profesionales y leales, como de una defensa contra levantamientos provinciales, y también en algún momento, como una formación dedicada a las políticas iconoclastas de Constantino. Los tagmata eran exclusivamente unidades de caballería pesada, con una mayor movilidad que las tropas de los themas y mantenidas en bases permanentes. Durante la fase defensiva del Imperio bizantino, en los siglos VIII y IX, su papel consistía en ser una reserva central, guarnecida dentro y alrededor de la capital, en regiones como Tracia y Bitinia. Estas unidades conformaban el núcleo del ejército imperial en las campañas.
Además, al igual que su contraparte el Ejército Romano tardío, sirvieron como campo de reclutamiento y promoción de jóvenes oficiales. Una carrera en un tagma podía llevar un mayor rango en los ejércitos de los themas provinciales o un alto cargo en la corte bizantina. Los jóvenes más prometedores tenían la oportunidad de captar la atención del emperador.
Los oficiales tagmáticos provenían principalmente de la burocracia, así como de la aristocracia urbana y terrateniente de los themas de Anatolia, que acrecentaron paulatinamente su control sobre la alta oficialidad militar del Estado. Asimismo, los tagmata ofrecían una forma de movilidad social ascendente, para los menores estratos de la sociedad.
Durante su apogeo, en los siglos IX y principios del X, existían cuatro tagmata propiamente dichos (en griego: τὰ δʹ τάγματα):
- La Scholai (griego Σχολαί, Scholai), era la unidad de más alto rango, sucesora directa de las guardias imperiales establecidas por Constantino el Grande (r. 306-337). El término scholarioi (σχολάριοι), en su sentido más estricto se refiere únicamente a los hombres de la Scholai. También fue utilizado como una referencia general a todos los soldados comunes del tagmata.
- La Exkoubitoi o Excubitores (latín Excubiti, griego Ἐξκούβιτοι, «los centinelas»), establecida por León I.
- La Vigla (griego Βίγλα, palabra latina para «reloj») o Arithmos (griego Ἀριθμός, «número»), promovido a partir de las tropas temáticas, por la emperatriz Irene en el 780. Esta unidad realizaba labores especiales en campaña, tales como el resguardo del campamento imperial, retransmitir las órdenes del Emperador, y cuidar de los prisioneros de guerra.
- La Hikanatoi (griego Ἱκανάτοι, "los capaces"), establecidos por Emperador Nicéforo I (r. 802-811) en 810.

Otras unidades estrechamente relacionadas con las tagmata, y a menudo incluidas entre ellos, eran las siguientes:
- La Noumeroi (griego Νούμεροι, del latín numerus, "número") era la unidad de guarnición de Constantinopla, que probablemente incluía la Teichistai (griego Τειχισταί) o tōn Teicheōn regimiento (griego τῶν Τειχέων, «de las murallas»), que custodiaba las Murallas de Constantinopla
- La Optimatoi (griego Ὀπτιμάτοι, de latín optimates, «los mejores»), aunque anteriormente llegó a ser una unidad de combate de élite, en el siglo VIII se redujo a una unidad de apoyo, responsable de las mulas del tren de equipaje del ejército (el τοῦλδον, tuldon). A diferencia de los tagmata, fue guarnecida en las afueras de Constantinopla y estaba estrechamente relacionada con su área guarnición: el thema de los Optimates, que se hallaba al otro lado de Constantinopla y comprendía el norte de Bitinia. El Doméstico de la Optimatoi era también el gobernador del thema.
- Los hombres de la Armada bizantina central (βασιλικόν πλώιμον, basilikon plōimon), son contados también entre las tagmata, en algunas fuentes.

## Organización
Existe un gran debate en cuanto al tamaño y la composición exacta de los tagmata imperiales, debido a la imprecisión y ambigüedad de las escasas fuentes de la época (manuales militares, listas de cargos y reportes árabes, sobre todo a partir del siglo IX). Nuestras fuentes primarias, los reportes de los geógrafos árabes Ibn Khordadbeh y Qudāmah, son un tanto ambiguos, pero dan el número total de integrantes de los tagmata de 24 000 hombres. Esta cifra ha sido vista por diversos estudiosos como John Bagnell Bury. y John Haldon, como demasiada elevada, y las estimaciones revisadas colocan a la fuerza de cada tagma en 1000−1500 hombres. Otros, como Warren Treadgold y –en parte– Friedhelm Winkelmann, aceptar estas cantidades, y las correlacionan con las listas de los oficiales en el Kletorologion para alcanzar un tamaño promedio de 4000 por cada tagma (incluyendo la Optimatoi y la Noumeroi, para lo cual se declaró explícitamente que sumaban 4000 cada una).
Las unidades tagmáticas fueron organizadas a lo largo de líneas similares. Estaban comandadas por un Doméstico, a excepción de la unidad Vigla, que estaba comandada por un Drungario. Era asistido por uno o dos oficiales llamados topotērētēs (griego Τοποτηρητής, "teniente"), cada uno de los cuales estaba al mando de cada mitad de la unidad. A diferencia de las unidades temáticas, no existían mandos intermedios permanentes (turmarca, quiliarca o pentacosiarca), hasta León VI el Sabio quien introdujo a los Drungarios después de c. 902. La subdivisión más grande del tagmata fue el bandon, comandado por un Komes («Conde»), llamado Skribōn en las unidades Excubitores y Tribunos en las unidades Noumeroi. El banda estuvo dividido en compañías, al mando de un Kentarcos («Centurión»), o un Draconario para la Excubitores, y Vikarios («Vicario») para la Noumeroi. El Doméstico de las escolas, cabeza del regimiento Scholai, se convertiría gradualmente en uno de cargos más importantes, llegando finalmente a ser el oficial de mayor rango dentro del ejército bizantino a fines del siglo X.
La siguiente tabla ilustra la estructura del Scholai en el siglo IX, según Treadgold:
| Mando (número)      | Unidad     | Subordinados | Subdivisiones |
| ------------------- | ---------- | ------------ | ------------- |
| Domestikos (1)      | Tagma      | 4 000        | 20 banda      |
| Topotērētēs (1 a 2) |            | 2 000        | 10 banda      |
| Komes (20)          | Bandon     | 200          | 5 kentarchiai |
| Kentarcos (40)      | Kentarquia | 40           |               |

Además, había un chartoularios (χαρτουλάριος, «secretario») y un prōtomandatōr (πρωτομανδάτωρ, «mensajero en jefe»), así como 40 bandophoroi (βανδοφόροι, «portadores de estándares»), de variados rangos y títulos dentro de cada tagma, y 40 mandatores («mensajeros»), para un total de 4125 hombres.
El siguiente cuadro muestra la evolución del tamaño teórico establecimiento de toda la fuerza tagmática, nuevamente, según los cálculos de Warren Treadgold:
| Año       | 745    | 810    | 842    | 959    | 970    | 976    | 1025   |
| --------- | ------ | ------ | ------ | ------ | ------ | ------ | ------ |
| Efectivos | 18 000 | 22 000 | 24 000 | 28 000 | 32 000 | 36 000 | 42 000 |

## Regimientos profesionales (siglos X-XI)
A medida que el Imperio bizantino se embarcó en sus campañas de reconquista en el siglo X, los tagmata se volvieron más activos y a menudo eran destinados a tareas de guarnición en las provincias o en territorios recientemente conquistados. Además de las unidades más antiguas, se formaron varias unidades nuevas y especializadas para satisfacer las demandas de este estilo de guerra más agresivo. Miguel II (r. 820-829) creó los efímeros Tessarakontarioi, una unidad especial de marines (llamada así por su alta paga de 40 nomismata), mientras que Juan I Tzimisces (r. 969-976) creó un cuerpo pesado de catafractos llamado Athanatoi (Ἀθάνατοι, los «Inmortales») en honor a la antigua unidad aqueménida, que fue restablecida a finales del siglo XI por Miguel VII Ducas (r. 1071-1078). Otras unidades similares fueron los Stratēlatai, también conformados por Juan Tzimisces, los efímeros Satrapai de la década de 970, los Megathymoi de la década de 1040 o los Archontopouloi y Vestiaritai de Alejo I. Muchos de los nuevos tagmata estaban compuestos por extranjeros, como los Maniakalatai, formados por Jorge Maniaces de los francos en Italia, o la más famosa de todas las unidades tagmáticas, la Guardia varega (Τάγμα τῶν Βαραγγίων) de 6000 hombres mercenarios, establecida c. 988 por el emperador Basilio II (r. 976-1025).
El reinado de Basilio II también vio el comienzo de una profunda transformación del sistema militar bizantino. A mediados del siglo X, la disminución en el número de las fuerzas temáticas y las exigencias de la nueva estrategia ofensiva en la frontera oriental dieron lugar a un número creciente de tagmata provinciales, fuerzas profesionales permanentes modeladas según el tagmata imperial. Las grandes conquistas en Oriente en la década de 960 se aseguraron mediante la creación de una serie de themata más pequeños, en los que se basaron destacamentos de estas fuerzas profesionales, que se agruparían bajo comandantes regionales con el título de doux o katepanō. Esta estrategia fue efectiva contra amenazas locales a pequeña escala, pero el descuido concurrente de las fuerzas temáticas redujo la capacidad del estado para responder eficazmente a una invasión importante que lograra penetrar la zona de amortiguación fronteriza. El declive de los ejércitos temáticos a tiempo parcial y la creciente dependencia de un amplio conjunto de unidades permanentes, tanto autóctonas como mercenarias, se basó no solo en la mayor eficacia militar de estas últimas en la estrategia bizantina, más ofensiva, de la época, sino también en su mayor fiabilidad en comparación con las tropas temáticas con sus vínculos locales. Los tagmata reclutados de los themata más grandes probablemente contaban con 1000 hombres, mientras que los de los themata más pequeños podrían haber contado con unos 500. Las unidades mercenarias extranjeras, principalmente francas, también parecen haber contado con entre 400 y 500 hombres.
En consecuencia, en el siglo XI, la distinción entre fuerzas «imperiales» y provinciales prácticamente desapareció, y el término tagma se aplicó a cualquier regimiento permanente formado, y los orígenes e identidades regionales se muestran de forma destacada en los títulos de las unidades. Después de c. 1050, al igual que los ejércitos temáticos, los tagmata originales fueron decayendo paulatinamente y fueron diezmados en los desastres militares del último tercio del siglo XI. A excepción de los varegos, los vestiaritai, los hetaireia y los vardariōtai, las antiguas unidades de guardia desaparecieron por completo hacia c. 1100 y están ausentes del ejército comneno del siglo XII. En el Ejército Comneno, el término tagma recuperó un significado no específico de "unidad militar".